# حصار عين العرب
حصار عين العرب هو هجوم شنه مقاتلو تنظيم الدولة الإسلامية (داعش) في 13 سبتمبر 2014، من أجل الاستيلاء على مدينة عين العرب (والتي يسميها الأكراد كوباني) الواقعة في شمال شرق محافظة حلب، تحت السيطرة العسكرية لوحدات حماية الشعب الكردية.
بحلول 2 أكتوبر 2014، نجح تنظيم الدولة الإسلامية في الاستيلاء على 350 من القرى والبلدات الكردية الواقعة على مقربة من عين العرب، مما ولد موجة من حوالي 300 ألف من المشردين الأكراد، الذين فرّوا عبر الحدود إلى محافظة شانلي أورفة التركية. وبحلول يناير 2015، ارتفع هذا العدد إلى 400،000. بدأت وحدات حماية الشعب الكردية بدعم من غرفة عمليات بركان الفرات المشتركة، وبعض تعزيزات الجيش السوري الحر، وقوات البيشمركة المدججة بالسلاح التابعة لحكومة إقليم كردستان، والغارات الجوية للجيوش الأمريكية والعربية المتحالفة مع الولايات المتحدة، بإعادة الاستيلاء على عين العرب.
في 26 يناير 2015، بدأت وحدات حماية الشعب وحلفاؤها، جنباً إلى جنب مع الضربات الجوية المستمرة بقيادة الولايات المتحدة، عملية استعادة المدينة، مما دفع تنظيم الدولة الإسلامية إلى تراجع مطّرد. واستُعيدت السيطرة الكاملة على مدينة عين العرب في 27 يناير؛ غير أن معظم القرى المتبقية في منطقة عين العرب ظلت تحت سيطرة تنظيم الدولة الإسلامية. وقامت الميليشيات الكردية مع الجماعات المسلحة العربية المتحالفة معها مدعومة بغارات جوية أخرى، بتحقيق تقدم سريع في ريف عين العرب، حيث انسحب التنظيم 25 كم من مدينة عين العرب بحلول 2 فبراير. وبحلول أواخر أبريل 2015، كان تنظيم الدولة الإسلامية قد خسر تقريباً كل القرى التي كان قد استولى عليها في المنطقة، ولكنه احتفظ بالسيطرة على بضع عشرات من القرى التي استولى عليها في الجزء الشمالي الغربي من محافظة الرقة. وفي أواخر يوليو 2015، شن تنظيم الدولة الإسلامية هجوماً جديداً على المدينة، مما أسفر عن مقتل 233 مدنيا على الأقل. وقد أخرج المقاتلون بسرعة.
اعتبرت المعركة في عين العرب لاستعادتها نقطة تحول في الحرب ضد تنظيم الدولة الإسلامية.

## خلفية عامة
خلال الحرب الأهلية السورية، قامت وحدات حماية الشعب بالاستيلاء على عين العرب في 19 يوليو 2012. ومنذ ذلك الحين، تخضع المدينة لسيطرة الأكراد، في حين تمارس وحدات حماية الشعب الكردية والسياسيين الأكراد حكما ذاتيا في المناطق التي يحتلونها عسكريا.
في أغسطس 2013، أعلن تنظيم الدولة الإسلامية في العراق والشام، وجبهة النصرة، وأحرار الشام، وألوية صقور الشام، ولواء التوحيد، أنهم سيحاصرون عين العرب. غير أن التناحر اندلع بين الجماعات في يناير 2014، وبدأ بعضها في التواؤم مع وحدات حماية الشعب تحت اسم جبهة تحرير الفرات الإسلامية. وفي مارس 2014، استولى تنظيم الدولة الإسلامية في العراق والشام على صرين وعدة بلدات وقرى أخرى من وحدات حماية الشعب ومن جبهة تحرير الفرات الإسلامية. استمرت الاشتباكات حتى مايو.
في 2 يوليو 2014، تعرضت المدينة والقرى المحيطة بها لهجوم من تنظيم الدولة الإسلامية.
كانت مدينة عين العرب (وفقا للأكراد) مأهولة بنحو 60،000 نسمة قبل الحرب، وفي وقت الهجوم الجهادي كانت المدينة تستضيف بالفعل 200،000 من المشردين الذين فروا من القتال السابق.

### الأهمية
وفقا لما ذكره مركز سياسة الحزبين، فإن الاستيلاء على عين العرب كان سيكون بالنسبة لتنظيم الدولة الإسلامية مكسبًا كبيرًا، مما قد يسمح للمجموعة بالسيطرة على مساحة أرض غير منقطعة من عاصمتها الرقة المعلنة ذاتياً في سوريا إلى الحدود التركية – على مسافة تزيد عن 62 ميلاً. بالنسبة للأكراد، فهي مدينة ذات أهمية إستراتيجية ورمزية في السرد الأكبر لكفاحهم من أجل الحكم الذاتي. وإذا تمكن تنظيم الدولة الإسلامية من السيطرة على عين العرب فإنه سيسيطر على ثلاثة معابر حدودية رسمية بين تركيا وسوريا وعلى ستين ميلا من الحدود التركية.

## تقدم تنظيم الدولة الإسلامية

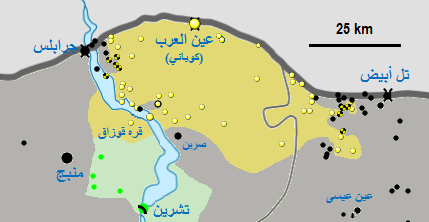
الحالة في بداية هجوم تنظيم الدولة الإسلامية (داعش) ضد عين العرب، في 15 سبتمبر 2014
سيطرة وحدات حماية الشعب
سيطرة المعارضة السورية
سيطرة تنظيم الدولة الإسلامية

في 15 سبتمبر 2014، شن تنظيم الدولة الإسلامية هجوما واسع النطاق لأخذ منطقة عين العرب ومدينة عين العرب، مندفعا باتجاه القرى الواقعة على الحدود الغربية والشرقية للمقاطعة. وفي 17 سبتمبر 2014، وفي أعقاب الاستيلاء على جسر إستراتيجي على الفرات في 16 سبتمبر، شن تنظيم الدولة الإسلامية هجوما كبيرا باستخدام الدبابات والصواريخ والمدفعية باتجاه عين العرب، وفي غضون 24 ساعة، استولى على 21 قرية. وترك التقدم عين العرب محاطة بقوات تنظيم الدولة الإسلامية، وأجبر أيضا ما تبقى من مقاتلي الجيش السوري الحر إلى الجنوب الغربي من مقاطعة عين العرب للتراجع إلى مدينة عين العرب. وبعد ذلك بيومين، استولى تنظيم الدولة الإسلامية على 39 قرية أخرى، مما جعل قواته في حدود 20 كيلومترا من عين العرب. عبر 45،000 لاجئ إلى تركيا خوفا من استيلاء التنظيم على المنطقة، في حين أوقف عدد من اللاجئين عند الحدود وأمروا بالعودة إلى عين العرب من قبل السلطات التركية. وجرى إجلاء سكان 100 قرية بعد تعرضهم للقصف المستمر، وقتل العشرات من المدنيين ومقاتلي وحدات حماية الشعب الكردية في الوقت الذي استمر فيه تقدم تنظيم الدولة الإسلامية.
في 20 سبتمبر، وصلت قوات تنظيم الدولة الإسلامية إلى مسافة 15 كيلومترا من مدينة عين العرب بعد الاستيلاء على ثلاث قرى أخرى، وبدأت في قصف المناطق الواقعة على بعد 10 كيلومترات من المدينة. وفي الوقت نفسه، وصل أكثر من 300 مقاتل كردي إلى عين العرب من تركيا كتعزيزات. دعا المسؤول الكبير في حزب العمال الكردستاني مراد قرايلان إلى مشاركة الشباب الكردي في تركيا للانضمام إلى القوات الكردية في سوريا. وخلال ذلك اليوم، انفجرت ثلاثة صواريخ داخل عين العرب، مما نشر الخوف بين سكانها. ومنذ بداية الهجوم، قتل 34 مدنيا، في حين وصل عدد اللاجئين إلى 60،000 لاجئ.
بحلول 21 سبتمبر، استولى مقاتلو تنظيم الدولة الإسلامية على 64 قرية؛ وقتل 39 مقاتلا من تنظيم الدولة الإسلامية و27 من المقاتلين الأكراد في الساعات الثماني والأربعين الماضية. وقامت القوات الكردية بإجلاء ما لا يقل عن 100 قرية على الجانب السوري بعد أن بدأ مقاتلو الدولة الإسلامية هجومهم على القرى الكردية. وجاءت قوات تنظيم الدولة الإسلامية في نطاق 10 كيلومترات من المدينة واستمرت في التقدم، حيث تركز القتال في الضاحية الجنوبية والشرقية لمدينة عين العرب، على بعد 13 كيلومترا من المدينة ذاتها. وفي اليوم التالي، أفاد متحدث كردي بأنه تم وقف تقدم التنظيم شرقي المدينة خلال الليلة الماضية. ورغم التقدم المتعثر، قصفت قوات تنظيم الدولة الإسلامية مركز المدينة، واستمرت الاشتباكات بالقرب من قرية موجك (على بعد حوالي 6 كيلومترات إلى الغرب من عين العرب) وقرية عليشار (على بعد 7 كيلومترات إلى الشرق من عين العرب). وفي اليوم نفسه، قال نائب رئيس الوزراء التركي نعمان كورتولموش إن أكثر من 130 ألف كردي سوري فروا عبر الحدود إلى تركيا، هرباً من تقدم جهاديي تنظيم الدولة الإسلامية.
في 24 سبتمبر، واصلت قوات تنظيم الدولة الإسلامية تقدمها إلى الجنوب من المدينة. وأدى ذلك إلى أن يكون تنظيم الدولة الإسلامية على مسافة 8 كيلومترات من جنوب عين العرب، وهو أقرب ما كان إلى المدينة منذ بدء الهجوم في 15 سبتمبر. وقد زاد تنظيم الدولة الإسلامية من قواته في مقاطعة كوباني إلى 4،000 شخص على الأقل في هذا الوقت. وخلال التقدم، استولت قوات تنظيم الدولة الإسلامية على قريتي روبي وتل غزال، وصومعة حبوب قريبة.[بحاجة لمصدر] وبالإضافة إلى ذلك، ادعى مصدر في تنظيم الدولة الإسلامية أن قواته استولت أيضا على عدة قرى غرب عين العرب. وانتقل الخط الأمامي إلى المنطقة الغربية إلى مجموعة القرى التي يطلق عليها اسم سيفتك، حيث وصل المزيد من مقاتلي التنظيم والدبابات إلى الهجوم خلال اليوم السابق. وفي صباح اليوم التالي، كان مقاتلو تنظيم الدولة الإسلامية على بعد كيلومترين فقط، حيث كانت الاشتباكات مستمرة. وبهذه النقطة، يسيطر تنظيم الدولة الإسلامية على 75 في المائة من منطقة عين العرب، في حين كانت القوات الكردية تسيطر فقط على مدينة عين العرب، وبلدة شيرة الصغرى، وحوالي 15 قرية مجاورة.
في 26 سبتمبر، سيطرت قوات تنظيم الدولة الإسلامية على تلة كان مقاتلو وحدات حماية الشعب يهاجمونها منه في الأيام الأخيرة، على بعد 10 كم (6 أميال) إلى الغرب من عين العرب. واستولى التنظيم أيضا على قرية تقع على بعد 7 كيلومترات إلى الشرق من عين العرب.

### الضربات الجوية للتحالف ومحاصرة عين العرب

خريطة تبين تطور حصار عين العرب، 2014:
1 مارس
18 سبتمبر
21 سبتمبر
24 سبتمبر

في 27 سبتمبر، قصفت طائرات التحالف التي تقودها الولايات المتحدة المنطقة المحيطة بعين العرب للمرة الأولى، واستهدفت مواقع في قرية عليشار، على بعد أربعة كيلومترات من المدينة، التي استخدمها تنظيم الدولة الإسلامية كمركز للقيادة والسيطرة. وعلى الرغم من الضربات الجوية التي يشنها التحالف ضد المواقع الأمامية لتنظيم الدولة الإسلامية، فإنهم لا يزالون قادرين على البدء في قصف مدينة عين العرب، مما أدى إلى إصابة عدة أشخاص بجروح. ويعتقد أن تكتم الولايات المتحدة على الضربات الجوية لمساعدة المدينة الكردية سببه عدم استعدادها لإزعاج تركيا التي سعت إلى هزيمة كردية.
بحلول 28 سبتمبر، عزز 1،500 مقاتل كردي من كردستان التركية الأكراد في عين العرب. وفي اليوم التالي، كانت قوات تنظيم الدولة الإسلامية تقترب من الجنوب والجنوب الشرقي، وجاءت في نطاق 5 كيلومترات من المدينة، في حين تعرضت عين العرب لقصف مستمر لليوم الثاني. وفي اليوم التالي، اقتربت قوات تنظيم الدولة الإسلامية من الشرق، وتقدمت في حدود 2–3 كيلومترات من عين العرب. وخلال القتال، أفيد بأن الأكراد دمروا دبابتين لتنظيم الدولة الإسلامية. واستولى مقاتلو تنظيم الدولة الإسلامية أيضا على قرية سيفتك، إلى الغرب، واستخدموها لشن هجمات على عين العرب نفسها. تم أيضا الاستيلاء على قرية كازكان.
في 1 أكتوبر، تقدمت قوات الدولة الإسلامية إلى الجنوب الشرقي من عين العرب وعلى الجبهة الغربية، من حيث تراجعت القوات الكردية. وأسفر ذلك عن استيلاء قوات تنظيم الدولة الإسلامية في العراق والشام على إحدى القرى الأخيرة في ضواحي عين العرب، والاقتراب من مدخل البلدة في حدود كيلومتر واحد. وعند هذه النقطة، كان المقاتلون الأكراد في عين العرب يعززون مواقعهم بأكياس الرمل للاستعداد للقتال المحتمل من منزل إلى منزل. وفي المساء، وفي ظل نقص حاد في الأسلحة، انسحبت القوات الكردية من ضواحي المدينة، في الوقت الذي واصلت فيه قوات تنظيم الدولة الإسلامية تقدمها. ومع دخول قوات تنظيم الدولة الإسلامية إلى ضواحي عين العرب، أبلغ بعض اللاجئين عن تعرضهم للتعذيب والاغتصاب والقتل والتشويه على أيدي تنظيم الدولة الإسلامية. وأفيد بأن مقاتلي تنظيم الدولة الإسلامية كانوا يقطعون رؤوس المقاتلين الأكراد، بمن فيهم النساء.
بحلول 2 أكتوبر، استولت قوات تنظيم الدولة الإسلامية على 350 قرية من بين 354 قرية حول عين العرب، وكانت تتمركز على بعد مئات الأمتار فقط إلى الجنوب والجنوب الشرقي من المدينة. واندلعت معارك نارية في هذا اليوم، مما أسفر عن مقتل 57 من التنظيم في شرق المدينة، في حين قتل قائد عراقي في تنظيم الدولة الإسلامية وثمانية مقاتلين آخرين في القطاع الجنوبي.
في اليوم التالي، سيطر مقاتلو تنظيم الدولة الإسلامية على المداخل والمخارج الجنوبية والشرقية لعين العرب. كما أنهم أخذوا تلة إستراتيجية وبرج للراديو، يطل على البلدة. وفي وقت لاحق، ذكر مقاتل كردي أن مقاتلي تنظيم الدولة الإسلامية دخلوا الأجزاء الجنوبية الغربية من المدينة، وأن القتال مستمر. وقام التحالف الذي تقوده الولايات المتحدة بسبع طلعات جوية على الأقل ضد أهداف تنظيم الدولة الإسلامية حول عين العرب في غضون خمسة أيام، حتى 2 أكتوبر، عندما لم تنفذ الولايات المتحدة أي ضربات، قبل أن تفيد التقارير بتنفيذ مزيد من الضربات في وقت متأخر من 3 أكتوبر. وخلال ليلة 3/4 أكتوبر، تم صد محاولة لتنظيم الدولة الإسلامية لاختراق المدينة. واستمرت الغارات الجوية للتحالف في 4 أكتوبر، حيث استهدفت عمليات النقل والإمداد التابعة لتنظيم الدولة الإسلامية، والوحدات، ومواقع المدفعية، وناقلة أفراد. وبهذه النقطة، كانت المدينة في الأساس فارغة، لأن جميع المقيمين تقريبا، باستثناء المدافعين، فروا إلى تركيا. آخر صحفي أجنبي غادر أيضا في 4 أكتوبر. وفي جميع أنحاء المنطقة، تم إجلاء حوالي 90% من سكان المنطقة.

## ردود الفعل الدولية
حزب العمال الكردستاني – في سبتمبر، هدد حزب العمال الكردستاني باستئناف القتال ضد الحكومة التركية، ويرجع ذلك جزئيًا إلى ما اعتبره دعم الأخيرة للهجوم على عين العرب. وأكّد أوجلان التهديد مجددًا في 1 أكتوبر 2014.
 الحزب الديمقراطي الكردستاني – دعا زعيم الحزب الديمقراطي الكردستاني ورئيس كردستان العراق، مسعود بارزاني، المجتمع الدولي إلى الدفاع عن المدينة، مباشرةً في أعقاب الهجوم الأول. وصرّح فؤاد حسين، رئيس أركان بارزاني، قائلًا: "يحث بارزاني الدول التي تقاتل تنظيم الدولة الإسلامية على مساعدة شعب عين العرب ومقاتليها في معركتهم ضد تنظيم الدولة الإسلامية الإرهابي". في غضون ذلك، سرعان ما ذكرت صحيفة حُرييت التركية اليومية إن بارزاني طلب من تركيا السماح للبيشمركة بالمرور عبر أراضيها لدخول عين العرب للحيلولة دون سقوط البلدة. في 19 أكتوبر، نقلت الطائرات الأمريكية مساعدات عسكرية وطبية من كردستان العراق عبر عمليات إسقاط جوّية. وبعد بضعة أيام، تم حشد 150 من جنود البيشمركة لإرسالهم إلى عين العرب حيث دخلوا المدينة في 30 أكتوبر حاملين أسلحةً ثقيلةً معهم.
 كردستان العراق – في 6 أكتوبر 2014، ألقى مسؤولو كردستان العراق باللوم على جغرافية منطقة عين العرب، وكذلك "الأخطاء الإستراتيجية" لحزب الاتحاد الديمقراطي السوري—والتي شملت تركيز السلطة بطريقة استبدادية—لعدم قدرتهم على إرسال المساعدات أو الدعم. أعلنت حكومة إقليم كردستان العراق في 12 أكتوبر 2014، أنها سترسل الأسلحة والمعدات والمساعدات الإنسانية إلى عين العرب، حيث قال رئيس الوزراء نيجيرفان بارزاني "عين العرب مهمة جدا بالنسبة لنا ولن ندخر أي جهد لإنقاذها".
 الاتحاد الوطني الكردستاني – في سبتمبر 2014، طلب الاتحاد الوطني الكردستاني من إيران والعراق وتركيا مساعدة المدافعين الأكراد عن عين العرب.
الجيش السوري الحر – انتقد العقيد مالك الكردي، أحد قادة الجيش السوري الحر، الإدارة الأمريكية بسبب إسقاط الأسلحة جواً إلى الفصائل الكردية المسلحة: "من المثير للاشمئزاز أن تقوم الولايات المتحدة بتسليم الأسلحة إلى الأكراد الذين كانوا يقاتلون تنظيم الدولة الإسلامية لمدة شهر فقط في بلدة صغيرة، بينما حرموا المعارضة السائدة لأكثر من ثلاث سنوات من أي مساعدة عسكرية وإستراتيجية بينما تقاوم نظام الأسد الذي يرتكب أي نوع من جرائم الحرب".
 سوريا – اعتذر وزير سوري كبير عن عدم إرساله غارات جوية، قائلا إن عين العرب كانت قريبًة جدًا من الحدود التركية، وأن طائراتهم ستنتهك الأراضي التركية وتسقط. وقالت وزارة الخارجية السورية أيضا إن أي نشاط عسكري تركي على أرضها سيعتبر عملا عدوانيا، ورد بغضب على قوات البيشمركية التي يتم نشرها في عين العرب، مدعيا أن هذا دليل على "دور تركيا التآمري" في سوريا.
 إيران – شددت الناطقة باسم وزارة الخارجية الإيرانية مرضية أفخم على أهمية دعم الحكومة والأمة السورية في حربها ضد الإرهابيين في المنطقة، ودعت إلى تقديم مساعدات إنسانية للمدنيين واللاجئين. ونددت بعدم اكتراث المجتمع الدولي بمصير سكان عين العرب، وقالت "إن جمهورية إيران الإسلامية سترسل قريبا مساعدات إنسانية للسكان واللاجئين في هذه المنطقة من خلال الحكومة السورية". وانتقدت وزارة الخارجية أيضا "سلبية المجتمع الدولي" حيال بلدة عين العرب الحدودية المحاصرة، وقالت إن على العالم مساعدة الرئيس بشار الأسد في مواجهة "الإرهابيين". جاءت تعليقات المتحدثة باسم وزارة الخارجية أفخم بعد وقت قصير من تصريح الرئيس التركي رجب طيب أردوغان بأن عين العرب على وشك السقوط في أيدي جهاديين يقاتلون من أجل تنظيم الدولة الإسلامية.

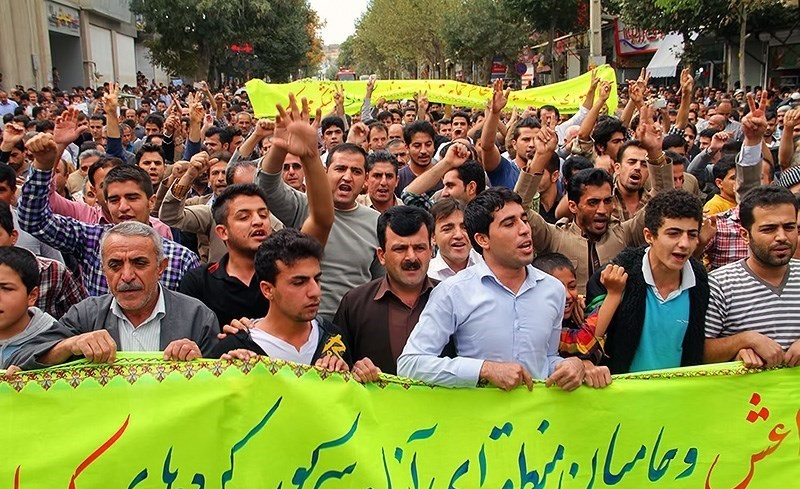
مظاهرة الأكراد الإيرانيين لدعم شعب عين العرب، ماريفان، 6 أكتوبر 2014

وقال الرئيس حسن روحاني إن بلاده مستعدة لإجراء محادثات مع الولايات المتحدة والسعودية حول سبل حل الحرب الأهلية في سوريا، شريطة أن تؤمن هذه المفاوضات السلام والديمقراطية في سوريا التي مزقتها الصراعات. وقال روحاني في مؤتمر صحافي مع الرئيس النمساوي هاينز فيشر إن "إيران ستجلس على أي طاولة مع دول المنطقة والقوى العالمية إذا كانت النتيجة ستكون مستقبل أكثر أمنا واستقرارا وديمقراطيا في سوريا"، مضيفا أن ذلك جزء من التزام إيران بالمعايير "الدولية والإسلامية والإنسانية".
واندلعت احتجاجات في العديد من المدن الكردية في غرب إيران، فضلا عن مدن أخرى في مختلف أنحاء البلاد مثل تبريز ومشهد وطهران نفسها أمام السفارة التركية للتعبير عن دعمها عين العرب. كما حضر بعض الاحتجاجات نشطاء حقوق الإنسان والمعارضون. كما أضرب الموسيقيون الأكراد الإيرانيون شهرام ناظري وصديق طريف عن الطعام للفت الانتباه إلى محنة الأكراد في عين العرب. دعت إحدى افتتاحيات موقع خبر أونلاين الإيراني المحافظ اللواء قاسم سليماني إلى المساعدة في الدفاع عن عين العرب. وبصفته قائد فيلق القدس، كان سليماني منخرطا بشكل كبير في تقديم المشورة للقوات العراقية والمليشيات منذ أن سيطر تنظيم الدولة الإسلامية على أجزاء كبيرة من غرب العراق هذا الصيف. وأصبحت صورته إلى جانب القوات العراقية والكردية العراقية في مختلف المدن العراقية شائعة حيث لم تخفي إيران وجودها هناك. ونقلت المقالة عن تقارير تفيد بأن سليماني وإيران اشتركا في تحرير بلدة آمرلي العراقية وقدما الأسلحة للقوات الكردية في العراق لمحاربة تنظيم الدولة الإسلامية. وتلت ان "ثقل المقاومة في المنطقة" كان على عاتقه. وأشادت شيرين عبادي الحائزة على جائزة نوبل للسلام بنساء عين العرب قائلة "إن نساء عين العرب رمز حقيقي للمرأة الشجاعة..."
 تركيا – حث الرئيس رجب طيب أردوغان المجتمع الدولي على العمل للدفاع عن المدينة ومنع سقوطها في يد تنظيم الدولة الإسلامية. وشدد على أنه "يجب أن يكون هناك تعاون على أرض الواقع"، لأن الغارات الجوية وحدها لن تغير الوضع. وقال رئيس الوزراء أحمد داود أوغلو إنه "من غير المقبول الادعاء بأن الأزمة وقعت لمجرد أن تركيا لم تفتح حدودها". ودافع أيضا عن رفض تركيا السماح للأكراد بالعبور إلى سوريا للقتال إلى عين العرب، قائلا إن تركيا "لا تترك المواطنين الأتراك يذهبون إلى سوريا لأننا لا نريد أن يكونوا جزءا من الصراع في سوريا". وقد قام نائب رئيس وزراء تركيا، بولنت آرينج، بالسخرية من المدافعين عن المدينة، قائلا "إنهم غير قادرين على خوض قتال على نحو خطير هناك... ومن السهل اختطاف الناس ولكنهم لا يستطيعون القتال في عين العرب. ويمكنني أن أقول الكثير ولكني أتركها على هذا النحو حتى لا يشعرون بالحرج". وذكر ياسين أقطاي، نائب رئيس حزب العدالة والتنمية الحاكم، في مقابلة أجريت معه أن "ما يحدث الآن في عين العرب الآن هو حرب بين منظمتين إرهابيتين". وفي 22 أكتوبر 2014، بشأن عمليات الإسقاط الجوي للولايات المتحدة الأمريكية، أبلغ الرئيس أردوغان في مؤتمر صحفي عقد في أنقرة بأن "ما تم القيام به هنا بشأن هذا الموضوع كان خطأ. لماذا تحول إلى شيئأ خطأ؟ بالنظر إلى أن بعض الأسلحة التي أسقطتها تلك الطائرات من طراز C130 استولى عليها تنظيم الدولة الإسلامية".

## معركة مدينة عين العرب

### القتال في عين العرب

#### الأسبوع الأول

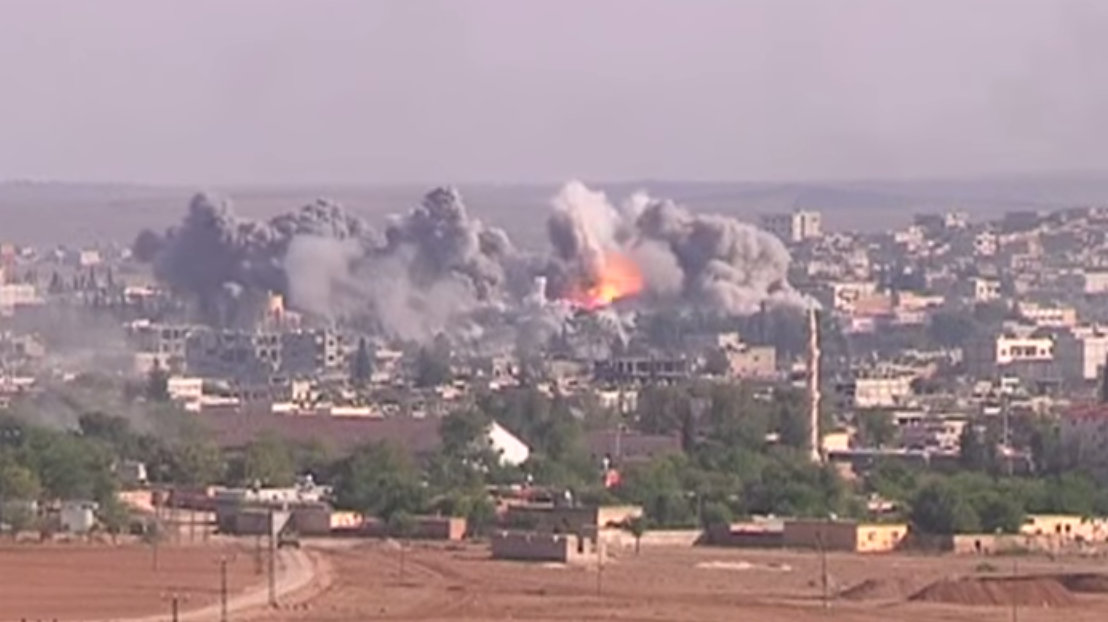
غارة جوية للتحالف في عين العرب على موقع لتنظيم الدولة الإسلامية، أكتوبر 2014

في 5 أكتوبر، تمكن تنظيم الدولة الإسلامية من الاستيلاء على الجانب الجنوبي من تل مشته نور خارج مدينة عين العرب، وقال ناشط كردي إنه إذا استولى تنظيم الدولة الإسلامية على التل، فإنه سيمنحهم سهولة الوصول إلى المدينة. الاشتباكات في مشته نور تضمنت قتال بالأيدي. وللمرة الأولى، فجرت مقاتلة كردية (ديلار كانج خميس، المعروفة أيضا باسمها الحركي آرين ميركان)، نفسها في هجوم انتحاري على موقع لتنظيم الدولة الإسلامية، مما أسفر عن مقتل 10 من مقاتلي تنظيم الدولة الإسلامية. وفي وقت لاحق، بعد السيطرة الكاملة على تل مشته نور، دخل مقاتلو الدولة الإسلامية إلى الحافة الجنوبية الشرقية من عين العرب، وبدأ قتال الشوارع.
في 6 أكتوبر، اخترق الجهاديون حوالي 100 متر داخل المدينة، ورفع علم تنظيم الدولة الإسلامية فوق مبنى مكون من أربعة طوابق في جنوب شرق عين العرب، وبعد ذلك بوقت قصير تم رفع آخر على قمة تل مشته نور المجاور والذي تم الاستيلاء عليه في اليوم السابق. وبحلول هذا الوقت، زاد عدد مقاتلي تنظيم الدولة الإسلامية الذين نشروا في مقاطعة عين العرب إلى 9،000. ثم قام المتشددون بمحاولة للتقدم أكثر، ولكن أثناء دخولهم الشارع 48، تعرضوا لكمين من قبل مقاتلي وحدات حماية الشعب، و20 جهاديا قتلوا. وعلى مدار اليوم، احتدم القتال من أجل السيطرة على أحياء مقتلة الجديدة وكاني عربان، الذي انتهى بسيطرة تنظيم الدولة الإسلامية على كلا الحيين، وكذلك المنطقة الصناعية في عين العرب.

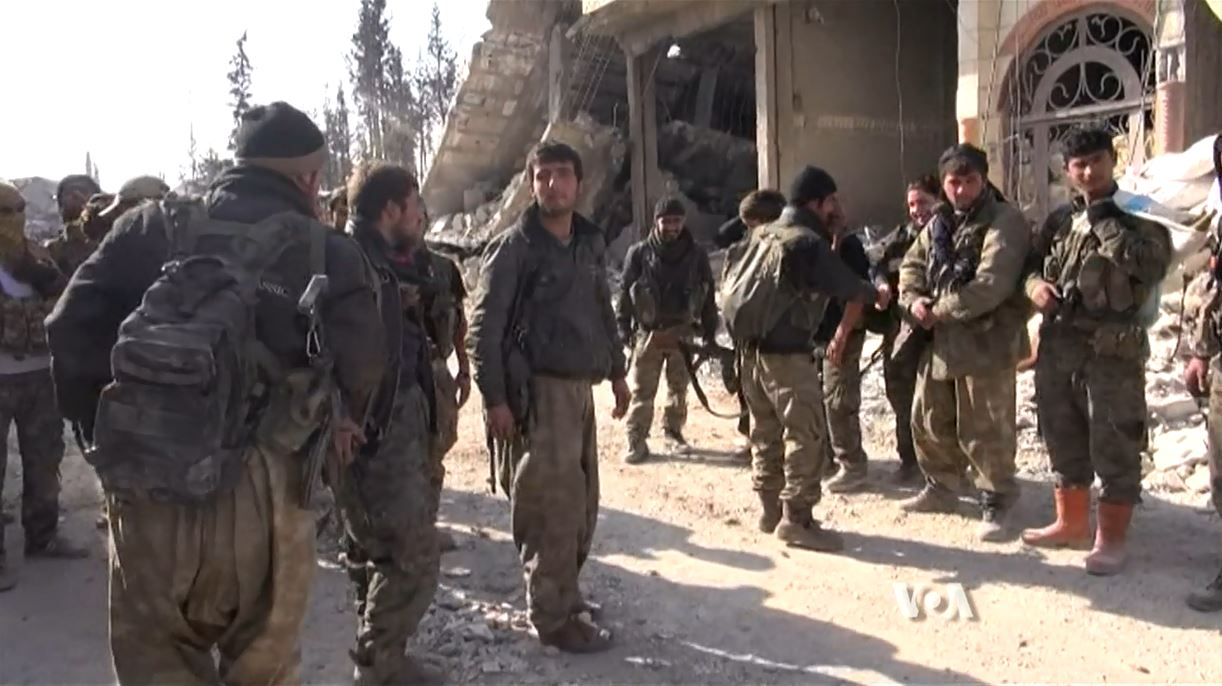
مقاتلي وحدات حماية الشعب أثناء المعركة

بحلول صباح يوم 7 أكتوبر، تمكنت القوات الكردية من إخراج مقاتلي الدولة الإسلامية من معظم الأجزاء الشرقية من عين العرب التي استولوا عليها خلال الليلة الماضية، على الرغم من أن مقاتلي الدولة الإسلامية لا يزالون موجودين في أجزاء من الأحياء الشرقية. وفي الوقت نفسه، استولت قوات الدولة الإسلامية في العراق والشام على عدة مبان في الجانب الجنوبي من المدينة، وكذلك مستشفى تحت الإنشاء على الجانب الغربي. وجاء النجاح الكردي في الجزء الشرقي من البلدة بعد أن استهدفت عدة غارات جوية أمريكية خلال الليل والصباح مواقع لتنظيم الدولة الإسلامية ودمرت دبابة وثلاث مركبات تقنية ووحدة لتنظيم الدولة الإسلامية، وألحقت أضرارا بدبابة وتقنية واحدة. وتعرضت مدفعية تنظيم الدولة الإسلامية المضادة للطائرات أيضا للقصف.
في 8 أكتوبر، أخرج المقاتلون الأكراد قوات تنظيم الدولة الإسلامية من المدينة، في أعقاب جولة جديدة من الغارات الجوية الأميركية التي استهدفت المواقع الخلفية لمقاتلي الدولة الإسلامية. وكان أحد الأهداف التي ضربت هو حشد من مقاتلي الدولة الإسلامية قرب مسجد في الجزء الشرقي من المدينة. ولكن على الرغم من الغارات الجوية، شن الجهاديون هجوما جديدا في الجزء الشرقي من عين العرب، حيث وصلت تعزيزات لتنظيم الدولة الإسلامية، مما سمح لهم بالتقدم 50 إلى 70 مترا غرب المنطقة الصناعية، واستولوا على منطقة السوق. بحلول المساء، أحرز مقاتلو الدولة الإسلامية تقدما بنحو 100 متر باتجاه مركز المدينة. في الوقت نفسه، استولى المقاتلون الأكراد على شعير على المشارف الغربية لعين العرب.
في 9 أكتوبر، كانت قوات تنظيم الدولة الإسلامية تسيطر على أكثر من ثلث المدينة، بما في ذلك كل المناطق الشرقية، وجزء صغير من الشمال الشرقي، ومنطقة في الجنوب الشرقي. وسيطر التنظيم أيضا على مقر الشرطة الكردية، الذي كان قد استهدفه في الليلة السابقة بشاحنة مفخخة انتحارية كبيرة. واسفرت الاشتباكات في تلك المنطقة عن مقتل قائد شرطة كردي رفيع المستوى. وقد تم استهداف مركز الشرطة الذى تم الاستيلاء عليه من قبل طائرات التحالف بقيادة الولايات المتحدة وتم تدميره. ولإنشاء ستارة من الدخان تجنبا لطائرات التحالف، بدأ مقاتلو تنظيم الدولة الإسلامية في إشعال النار في المباني، واحترقت أبراج الدخان الأسود لساعات على قمة تل مشته نور. وفي وقت لاحق، أفيد بأن المقاتلين الأكراد أحرزوا تقدما ضد تنظيم الدولة الإسلامية في الجزء الشرقي من البلدة، في حين قام مقاتلو الجيش السوري الحر بمهاجمة قوات تنظيم الدولة الإسلامية من الخلف، مما كبدهم خسائر فادحة. ووفقا للمرصد السوري لحقوق الإنسان، تمكنت القوات الكردية من محاصرة مجموعة من مقاتلي تنظيم الدولة الإسلامية في مقر الشرطة. وأسفرت الاشتباكات التي دارت حول المبنى عن مقتل 11 من مقاتلي الدولة الإسلامية وأسر أربعة منهم من قبل الأكراد. وفي هذه المرحلة، واجهت القوات الكردية خطر نفاد ذخيرة.
في 10 أكتوبر، تقدم مقاتلو الدولة الإسلامية باتجاه مركز المدينة واستولوا على المقر العسكري الكردي، الأمر الذي من شأنه أن يسمح لهم بالتقدم في الموقع الحدودي، وبالتالي دحر القوات الكردية داخل عين العرب. ومع الاستيلاء على المقر، كان التنظيم يسيطر على 40 في المائة من المدينة. وللمرة الأولى، شوهدت دبابات تنظيم الدولة الإسلامية داخل المدينة. في هذه الأثناء، تراجع مقاتلون متمردون أكراد وسوريون من تل شعير على المشارف الغربية الذي كانوا قد استولوا عليه قبل يومين. ولتجنب الضربات الجوية التي يشنها التحالف، لجأ مقاتلو تنظيم الدولة الإسلامية إلى نقل إمدادات جديدة من الذخائر إلى المدينة بدراجات نارية، بينما كانوا يرفعون أيضا أعلام وحدات حماية الشعب على مركباتهم لتضليل طائرات التحالف. وبدأ مقاتلو تنظيم الدولة الإسلامية الذين يرتدون زي وحدات حماية الشعب بالتسلل إلى الخطوط الكردية. وفي وقت لاحق من ذلك اليوم، انفجرت سيارة مفخخة انتحارية بالقرب من المسجد الكبير، إلى الغرب من الحي الأمني، أعقبتها اشتباكات في محاولة من تنظيم الدولة الإسلامية للسيطرة على المسجد، مما يعطيهم نقطة رؤية مناسبة لقناصتهم فوق منطقة واسعة من المدينة.

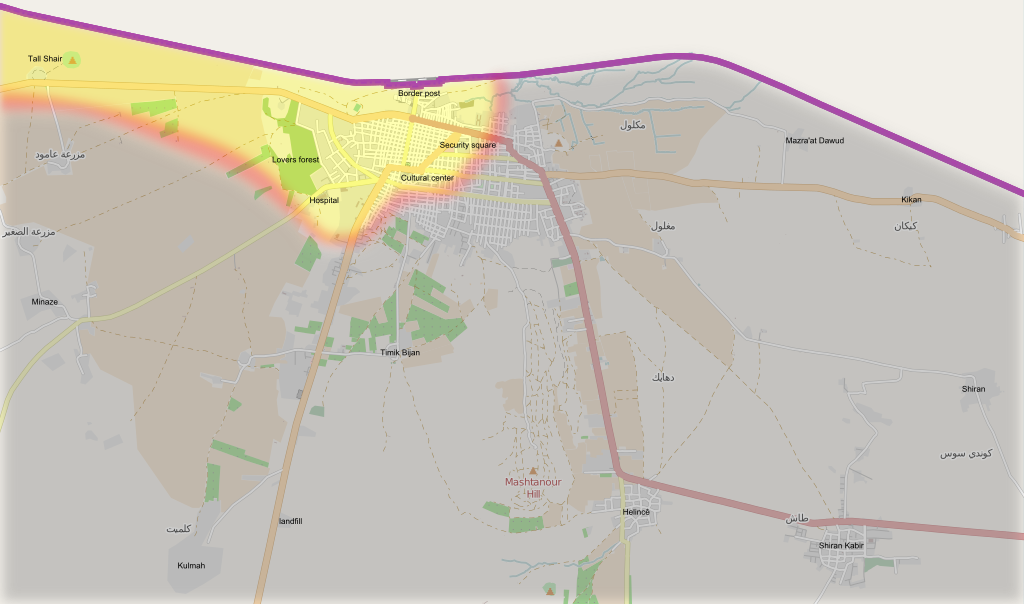
الحد التقريبي لخط المواجهة أثناء القتال في عين العرب، في أواخر أكتوبر 2014

في 11 أكتوبر، حاولت قوات تنظيم الدولة الإسلامية أن تأخذ مركز عين العرب، ولكنها صدتها قوات وحدات الحماية الشعب والضربات الجوية الأمريكية على مواقع تنظيم الدولة الإسلامية. وحتى مع ذلك، فإن تنظيم الدولة الإسلامية يسيطر على ما يقرب من نصف المدينة، بعد تأمين المنطقة التي تحتوي المباني الإدارية والأمنية، وكان يتقدم على طول الشارع الذي يقسم الأجزاء الشرقية والغربية من البلدة.

#### الأسبوع الثاني
في 12 أكتوبر، أرسلت تعزيزات لتنظيم الدولة الإسلامية إلى المعركة بعد أن تكبد المقاتلون خسائر فادحة في اليوم السابق. واستولى التنظيم على آبار المياه في ضواحي عين العرب، على الرغم من أن عدم وجود ديزل بسبب الحصار جعلها عديمة الفائدة بالنسبة للمقاتلين الأكراد والمدنيين في المدينة. وفي الوقت نفسه، أفادت التقارير بأن المقاتلين الأكراد استعادوا قرية تل شعير مرة أخرى، إلى الغرب من البلدة.
في 13 أكتوبر، نفذ تنظيم الدولة الإسلامية ثلاثة تفجيرات انتحارية ضد مواقع كردية في عين العرب. فجر انتحاري نفسه في شاحنة في شمال غرب عين العرب، مما فتح الطريق أمام قوات تنظيم الدولة الإسلامية للتقدم والاستيلاء على المركز الثقافي الجديد، وتركهم يسيطرون على 50 في المائة من عين العرب. وحاول انتحاري ثاني الوصول إلى المعبر الحدودي، ولكن قنبلته انفجرت قبل الأوان، وصد هجوم التنظيم على المعبر الحدودي. وهاجم انتحاري ثالث القوات الكردية إلى الغرب من الحي الأمني التي تمكنت من التقدم بشكل طفيف ضد تنظيم الدولة الإسلامية في المنطقة. واستعاد المقاتلون الأكراد أيضا بعض مواقع تنظيم الدولة الإسلامية في جنوب المدينة. ووفقا لما ذكره مقاتل كردي، فإنه إذا سيطر التنظيم على المعبر الحدودي "فقد انتهى الأمر". وقال إنه على الرغم من قيام القوات الكردية بصد هجوم تنظيم الدولة الإسلامية على المعبر، فإنه "من المستحيل" لهم أن يحتفظوا بأرضهم إذا استمر الوضع نفسه. وبعد ذلك بيوم، استعاد المقاتلون الأكراد تل شعير، إلى الغرب من عين العرب.
في الفترة من 13 إلى 15 أكتوبر، شنت الولايات المتحدة 39 غارة جوية على مواقع تنظيم الدولة الإسلامية في عين العرب وحولها، وقع 21 منها في ليلة 13 أكتوبر. سمح ذلك للمقاتلين الأكراد بإحراز تقدم ضد الجهاديين في الأجزاء التي يسيطر عليها تنظيم الدولة الإسلامية من المدينة. وأسفرت الضربات عن مقتل 39 من مقاتلي الدولة الإسلامية. وقالت القوات الكردية إن الضربات الجوية أصبحت أكثر فعالية لأنها بدأت تنسق مع الولايات المتحدة بتزويدها بأهداف للضربات. وقد ارتفع عدد الضربات إلى 53 بحلول 17 أكتوبر.
في 15 أكتوبر، زعم نائب رئيس لجنة العلاقات الخارجية في عين العرب أن التقدم الذي أحرزته القوات الكردية قد جعلها تسيطر على 80 في المائة من المدينة، مما قد يؤدي إلى استعادة السيطرة على البلدة. إلا أن مسؤولا عسكريا أمريكيا صرح بأنه رغم الضربات الجوية التي تردد أنها قتلت عدة مئات من مسلحي تنظيم الدولة الإسلامية منذ بداية المعركة، فإن خطر سقوط البلدة في أيدي الجهاديين ما زال قائما. وفي اليوم التالي، قالت القيادية الكردية بهارين كندال لبي بي سي نيوز إن مقاتلي الدولة الإسلامية انسحبوا من معظم أنحاء البلدة، مع استمرار وجود منطقتين للمقاومة.
في 18 أكتوبر، شن تنظيم الدولة الإسلامية هجوما شرسا جديدا من الشرق نحو المعبر الحدودي، في محاولة لعزل المقاتلين الأكراد في عين العرب. ومع ذلك، فقد صد الهجوم بينما كان يجري إرسال المزيد من تعزيزات تنظيم الدولة الإسلامية. وبهذه النقطة، لا يزال مقاتلو تنظيم الدولة الإسلامية موجودين في القطاعين الجنوبي والشرقي من عين العرب، ويعتقد أنهم يحتفظون بنحو ثلث البلدة. وفي وقت لاحق، انفجرت سيارتان مفخختان لتنظيم الدولة الإسلامية، إحداهما غربي الحي الأمني، بالقرب من مبنى البلدية، والأخرى في ساحة الحرية، بالقرب من مبنى المركز الثقافي الذي يسيطر عليه تنظيم الدولة الإسلامية. وخلال ذلك اليوم، قصف التنظيم المدينة بـ41 قذيفة.

#### الأسبوع الثالث
في 19 أكتوبر، تقدم مقاتلو وحدات حماية الشعب في منطقة كاني عربان، حيث أخذوا أكثر من موقعين لتنظيم الدولة الإسلامية، في حين تمكن تنظيم الدولة الإسلامية من التقدم إلى الغرب من الحي الأمني. التحالف الذي تقوده الولايات المتحدة شن ست غارات جوية على مواقع تنظيم الدولة الإسلامية في الفترة ما بين 18 و19 أكتوبر. وفي وقت لاحق، ألقت 3 طائرات نقل أمريكية 27 حزمة من 24 طنا من الأسلحة الصغيرة والذخيرة، بالإضافة إلى 10 أطنان من الإمدادات الطبية التي قدمتها كردستان العراق إلى المقاتلين الأكراد الذين يدافعون عن عين العرب. وفي بيان أصدرته القيادة المركزية الأمريكية، ذكر أن عمليات إسقاط الطائرات كانت "تهدف إلى التمكين من استمرار المقاومة ضد محاولات تنظيم الدولة الإسلامية للاستيلاء على عين العرب". ووفقا للتقارير، سقطت إحدى الحزم في منطقة يسيطر عليها تنظيم الدولة الإسلامية، وتم قصفها في وقت لاحق. واستعادت القوات الكردية حزمة أخرى سقطت بعيدا عن الهدف.
في 20 أكتوبر، انفجرت سيارتان مفخختان لتنظيم الدولة الإسلامية في الجزء الشمالي من المدينة. وبعد ذلك بيوم، ادعى مسلحو تنظيم الدولة الإسلامية على وسائل التواصل الاجتماعي أنهم أخذوا على الأقل مخبأ واحدا على الأقل من إمدادات الولايات المتحدة من الجو، كما يظهر في شريط فيديو تم تحميله على أيدي مقاتلي تنظيم الدولة الإسلامية؛ وشمل المخبأ قنابل يدوية وذخائر وقاذفات قنابل صاروخية.
في 23 أكتوبر، سيطر مقاتلو تنظيم الدولة الإسلامية مرة أخرى على تل شعير، بعد ساعات من القتال. ولكن التل كان مستهدفا بغارات جوية في المساء، واستعاده الأكراد في وقت لاحق من الليل. وجاء سقوط التل نتيجة هجوم جديد شنه تنظيم الدولة الإسلامية والذي كان قد بدأ في الليلة السابقة واستمر حتى اليوم التالي. وفي اليوم التالي، أشارت تقارير من عين العرب إلى أن مقاتلي تنظيم الدولة الإسلامية ربما استخدموا سلاحا كيميائيا غير معروف في المعركة من أجل المدينة.

#### الأسبوع الرابع
في 26 أكتوبر، فشل التنظيم للمرة الرابعة في الاستيلاء على البوابة الحدودية مع تركيا في حي الجمرك الشمالي. وفي اليوم التالي، نشر تنظيم الدولة الإسلامية شريط فيديو آخر مع رهينة بريطاني يدعى جون كانتلي، يدعي فيه أن مدينة عين العرب كانت تحت سيطرة تنظيم الدولة الإسلامية، ولم يتبقى سوى عدد قليل من جيوب المقاومة الكردية. وزعم أيضا أن معركة عين العرب "انتهت إلى حد كبير"، وأن قوات تنظيم الدولة الإسلامية في الغالب يجرون عملية تطهير نهائي في المدينة. وزعم التعليق في الفيديو الذي عرض الأعلام التركية على الحدود أن أحد الطائرات الأربع التابعة لتنظيم الدولة الإسلامية صورتها. ومع ذلك، فقد اعتبر شريط الفيديو دعاية محضة لتنظيم الدولة الإسلامية، ولا سيما أن المحللين يدعون أنه تم تصويره قبل أسبوع من ذلك. وبالإضافة إلى ذلك، كان من المتوقع أن تصل 200 من القوات الكردية العراقية إلى عين العرب على أنها تعزيزات، عبر الحدود السورية-التركية.
في 28 أكتوبر، تم أيضا صد محاولة خامسة قام بها تنظيم الدولة الإسلامية للاستيلاء على المعبر الحدودي، في حين كانت الاستعدادات جارية لعبور قوات البيشمركة الحدود مع سوريا من تركيا.

### وصول تعزيزات من الجيش السوري الحر والبيشمركة
في 29 أكتوبر، عبر 50 مقاتلا من الجيش السوري الحر الحدود من تركيا إلى عين العرب. وبعد ذلك بيومين، دخلت أكثر من 20 سيارة مع قوات البيشمركة الكردية مدينة عين العرب من بلدة تل شعير في الريف الغربي للمدينة. وبلغ عدد قوات البيشمركة في العراق نحو 150، وجلبت الأسلحة الثقيلة والذخيرة. وهذه هي المرة الأولى التي تسمح فيها تركيا بقوات برية من خارج سوريا لتعزيز الأكراد يدافعون عن عين العرب.
في 1 نوفمبر، تقدمت وحدات حماية الشعب باتجاه منطقة مسجد الحاج رشاد. وبعد ذلك بيوم، ذكر قائد الجيش السوري الحر عبد الجبار العكيدي أن 320 مقاتلا من الجيش السوري الحر كانوا موجودين في المدينة، وأن مقاتلي تنظيم الدولة الإسلامية يسيطرون على 60 في المائة من عين العرب. وفي اليوم التالي، أفادت وكالات الأنباء المناصرة للأكراد بأن قرى أربوس ومنازة والبلور وجقور طهرت من أعضاء تنظيم الدولة الإسلامية.
في 5 نوفمبر، سلمت الحكومة الإقليمية الكردية العراقية في أربيل العديد من شحنات الذخيرة التي عبرت سرا إلى عين العرب عبر تركيا، لمساعدة المدافعين عن البلدة. وزعم مسؤولون في البلدة أيضا أنه منذ وصول تعزيزات من البيشمركة، تم وقف العديد من أوجه التقدم لتنظيم الدولة الإسلامية، مما أدى إلى خسائر "ربما مئات" من التنظيم.

### وحدات حماية الشعب والجيش السوري الحر يستعيدون الأرض

الوضع في عين العرب في 16 نوفمبر 2014، بعد أن استولت وحدات حماية الشعب لفترة وجيزة على تل مشته نور الإستراتيجي. ومع ذلك، فقدت وحدات حماية الشعب السيطرة على التل لقوات تنظيم الدولة الإسلامية في غضون 4 أيام، واستعادت السيطرة على التل في 19 يناير 2015.

في 8 نوفمبر، تقدم وحدات حماية الشعب بالقرب من حي الحاج رشاد والبلدية في عين العرب. وبعد ذلك بيومين، كان تنظيم الدولة الإسلامية يدعو "عشرات" مقاتليه من أجزاء أخرى في محافظة حلب للمشاركة في القتال من أجل عين العرب، وذلك بسبب الخسائر الفادحة التي لحقت بقواته في القتال من أجل السيطرة على البلدة.
في 11 نوفمبر، استعادت وحدات حماية الشعب عددا غير معلن من الشوارع والمباني في الجزء الجنوبي من البلدة. وكذلك فإن قائدا عسكريا مهما للغاية لتنظيم الدولة الإسلامية، وفقا لتقرير المرصد السوري لحقوق الإنسان، قال إن مقاتلي تنظيم الدولة الإسلامية تعرضوا للصدمة والإحباط بسبب "المقاومة الشرسة" التي أبداها مقاتلو وحدات حماية الشعب، لأنهم كانوا يتوقعون الانتصار في غضون أيام قليلة من اقتحام البلدة. وفي اليوم التالي، قطعت القوات الكردية طريقا كان يستخدمه تنظيم الدولة الإسلامية كطريق للإمداد. ويربط الطريق بين عين العرب والرقة، مقر تنظيم الدولة الإسلامية. تمكنت القوات الكردية من قطع طريق الإمداد من الرقة بعد الاستيلاء على أجزاء من تل مشته نور الإستراتيجي.
في 16 نوفمبر، تقدمت وحدات حماية الشعب إلى الشرق من منطقة البلدية وشمال ساحة الأمن. وبعد ذلك بيومين، استولى المقاتلون الأكراد على ستة مبان، "كانت في موقع إستراتيجي في شمال البلدة، بالقرب من ساحة الأمن حيث المكاتب البلدية الرئيسية"، وفقا لمدير المرصد السوري لحقوق الإنسان رامي عبد الرحمن. الأكراد استولوا أيضا على "كمية كبيرة من قاذفات القنابل اليدوية وذخائر المدافع والمدافع الرشاشة." وشن تنظيم الدولة الإسلامية هجومين في اليوم التالي؛ وكان الأول محاولة لاستعادة المباني الستة التي فقدها في اليوم السابق، وكان الهدف الثاني هو طريق عين العرب–حلب إلى الجنوب الغربي من المدينة. ووردت تقارير عن سقوط ضحايا من تنظيم الدولة الإسلامية. وفي 17 نوفمبر، أفيد أيضا بأن أبو خطاب، أحد قادة تنظيم الدولة الإسلامية في عين العرب، قد قتل في كمين نصبه مقاتلو وحدات حماية شعب في قرية تل بكر. وقتل أيضا 28 من مقاتلي تنظيم الدولة الإسلامية في الاشتباكات التي وقعت في عين العرب، بمن فيهم اثنان من كبار قادة التنظيم، أبو علي العسكري، وأبو محمد المصري.
في 20 نوفمبر، شنت قوات تنظيم الدولة الإسلامية هجوما آخر على تل مشته نور، في محاولة فاشلة أخرى لاستعادة السيطرة على أجزاء من عين العرب، التي فقدوها إلى القوات الكردية. وشن التنظيم أيضا هجوما آخر شرقي البوابة الحدودية.
في 25 نوفمبر، قام مقاتلو وحدات حماية الشعب باستعادة العديد من المباني في ضواحي عين العرب، وكذلك المركز الثقافي في البلدة. كما تقدموا في المربع الحكومي، وشرق ساحة آزادي.
في 28 نوفمبر، استولت وحدات حماية الشعب على منطقة البلدية وساحة آزادي، وكذلك سوق الهال والمربع الحكومي بعد انسحاب مقاتلي تنظيم الدولة الإسلامية من هذه المواقع، في حين أسقطت طائرة استطلاع بدون طيار تابعة لتنظيم الدولة الإسلامية فوق البلدة. واستولى المقاتلون الأكراد على الأسلحة والذخائر أثناء تقدمهم.
في 29 نوفمبر، شن تنظيم الدولة الإسلامية هجوما مضادا بتفجير أربع سيارات انتحارية وأحزمة ناسفة، في أعقاب اشتباكات وقعت بين الطرفين في البلدة. ووفقا لما ذكره المرصد السوري لحقوق الإنسان، فإن ثمانية من مقاتلي وحدات حماية الشعب و17 من مقاتلي تنظيم الدولة الإسلامية قتلوا في الاشتباكات. وأفاد أيضا أن تنظيم الدولة الإسلامية قد استعاد ساحة آزادي من وحدات حماية الشعب، بعد خسارته في اليوم السابق. ووفقا للمجلة الألمانية دير شبيغل، هاجم مقاتلو التنظيم أيضا مواقع وحدات حماية الشعب بالقرب من البوابة الحدودية من الأراضي التركية. ووفقا لما ذكره المرصد السوري لحقوق الإنسان، فإن مقاتلي وحدات حماية الشعب عبروا الحدود التركية وهاجموا مواقع لتنظيم الدولة الإسلامية على الأراضي التركية قبل أن ينسحبوا إلى سوريا. وبعد ذلك بوقت قصير، استعاد الجيش التركي السيطرة على منطقة المعبر الحدودي ومنطقة الصوامع في الجانب التركي. ونفذ مقاتلو وحدات حماية الشعب أيضا عملية عسكرية استهدفت مركبة تابعة لتنظيم الدولة الإسلامية في قرية تل غزال في الريف الجنوبي لعين العرب، مما أسفر عن مقتل مسلحين اثنين، بمن فيهم أمير محلي، وتقدموا في جنوب البلدة، ليصلوا إلى طريق حلب-عين العرب بالقرب من قرية ترمك. واستعاد مقاتلو وحدات حماية الشعب أيضا السيطرة على مبنى في ساحة آزادي. وقتل في 29 نوفمبر، قتل ما مجموعه 50 من مقاتلي تنظيم الدولة الإسلامية، و12 من أفراد الجيش السوري الحر، و11 من وحدات حماية الشعب، وثلاثة مقاتلين مجهولين موالين للأكراد.
في 1 ديسمبر، استعادت وحدات حماية الشعب حي بوتان الغربي، الواقع في الجزء الجنوبي من البلدة، وتقدمت في الجزء الشمالي الغربي من سهل مشته نور. وفي اليوم التالي، فجر تنظيم الدولة الإسلامية سيارة مفخخة في ضواحي ذلك الحي. وقامت وحدات حماية الشعب بتوسيع سيطرتها على الجزء الجنوبي من عين العرب في 4 ديسمبر، مما أسفر عن مقتل 10 من مقاتلي تنظيم الدولة الإسلامية ومقاتل واحد من وحدات حماية الشعب.
في الفترة من 8 إلى 13 ديسمبر، استولت وحدات حماية الشعب على عدد من مواقع تنظيم الدولة الإسلامية في الجزء الجنوبي من عين العرب، وكذلك بعض النقاط في طريق ترمك.
في 20 ديسمبر، حاصرت وحدات حماية الشعب بالكامل المركز الثقافي بعد أن سيطرت على الشارع المحيط به.
في 26 ديسمبر، في الجولة السادسة والستين من الضربات الجوية على تنظيم الدولة الإسلامية، شنت الولايات المتحدة وشركاء التحالف أربع غارات جوية في عين العرب وحولها، مما أدى إلى تدمير ثلاثة من مباني تنظيم الدولة الإسلامية ومركبتين للتنظيم.
في 1 يناير 2015، استعادت وحدات حماية الشعب مكتبة رش ومنطقة بوتان إلى الجنوب من عين العرب، وبذلك استعادت السيطرة على القسم الشرقي من المدينة، وانتهت بالسيطرة على 70 في المائة من عين العرب. وفي اليوم التالي، أفادت التقارير بمقتل قائد تنظيم الدولة الإسلامية الشيخ عثمان النازح في غارة جوية على عين العرب.
في 5 يناير 2015، استعادت وحدات وحدات حماية الشعب السيطرة على الحي الحكومي والأمني، ومدراس الريفية، والصناعة، والثورة، والبنات. وحدات حماية الشعب تقدمت أيضا في حي مشته نور جنوب البلدة. ووفقا للمرصد السوري لحقوق الإنسان، فإن وحدات حماية الشعب في هذه المرحلة تسيطر على 80 في المائة على الأقل من مدينة عين العرب. وقتل 14 على الأقل من تنظيم الدولة الإسلامية في الاشتباكات. وفي اليوم التالي، شن مقاتلو تنظيم الدولة الإسلامية هجوما على مقربة من مكتبة رش. تم التصدي للهجوم من قبل وحدات حماية الشعب. وفي أماكن أخرى، دُمرت مركبة قتال للمشاة من طراز بي إم بي ضمن مركبات أخرى، وصودرت عدة أسلحة. واعتبر الهجوم الفاشل في ذلك اليوم أكبر هجوم مضاد لوحدات حماية الشعب في عين العرب منذ 28 ديسمبر 2014. وفي المجموع، قتل 47 من مقاتلي تنظيم الدولة الإسلامية خلال الهجمات التي وقعت في ذلك اليوم.
في 16 يناير 2015، فجر أحد مقاتلي تنظيم الدولة الإسلامية حزاما انتحاريا بالقرب من المربع الحكومي، في حين أن وحدات حماية الشعب دمرت ناقلة أفراد مصفحة واستولت على سيارة هامفي أثناء القتال. وفي الفترة ما بين 15 و16 يناير، قتل 23 من مقاتلي تنظيم الدولة الإسلامية و8 من مقاتلي وحدات حماية الشعب في الاشتباكات.

### استعادة السيطرة على عين العرب من قبل وحدات حماية الشعب

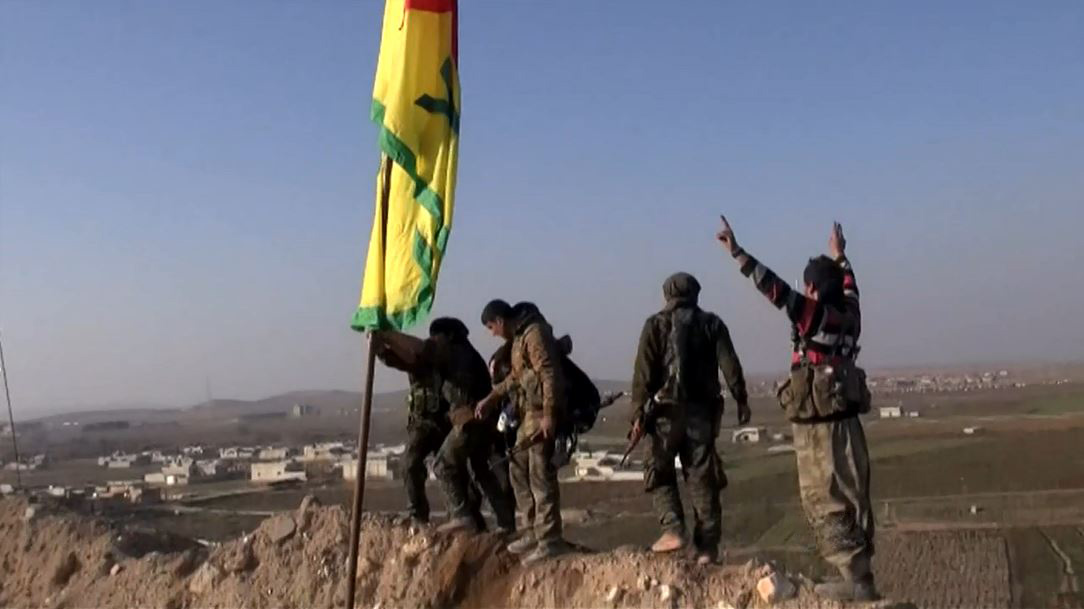
مقاتلو وحدات حماية الشعب يرفعون علمهم فوق البلدة

في 19 يناير 2015، تمكن مقاتلو وحدات حماية الشعب من استعادة كل التلال الموجودة في جنوبي عين العرب وذلك بعد معارك ضارية قُتل خلالها 11 من مسلحي تنظيم الدولة الإسلامية، كما تمكنت نفس الوحدات من إحكام السيطرة على تلة "وحدات حماية الشعب" التي كانت قد فقدتها لصالح تنظيم الدولة الإسلامية، وقد شكل فقدان هذه المنطقة ضربة لعناصر تنظيم الدولة الإسلامية بسبب موقعها الإستراتيجي؛ فهي الطريق الرابطة ما بين حلب والرقة ناهيك عن استعمالها المتكرر في عمليات الإمداد وما إلى ذلك. في اليوم الموالي، استولت وحدات حماية الشعب أيضا على المشفى الوطني ثم وصلت إلى جنوب غرب مدخل البلدة.
في 23 كانون الثاني/يناير، تمكن مقاتلو وحدات حماية الشعب من السيطرة على اثنين من الأحياء المهمة التي كان يتحصن فيها أفراد تنظيم الدولة الإسلامية، كما سيطروا في وقت لاحق على سوق هال وأجزاء كبيرة من الجزء الشمالي الغربي من حي آل سيناء، وبهذا تمكنوا من فرض سيطرتهم على 70% من المدينة. في اليوم التالي، استعادت وحدات حماية الشعب سيطرتها على كل من مدرسة الشريعة ومسجد سيدان، كما تمكنوا من اقتحام قرية تيرماك في الريف الجنوبي من عين العرب. في هذه اللحظة، كان وجود عناصر تنظيم الدولة الإسلامية في عين العرب يقل شيئا فشيئا ولم يعد بإمكانهم السيطرة سوى على حَيَّان (مثنى حَي) تمركزا فيهما بشكل كبير. أما قرية ماميد فقد استعادتها وحدات حماية الشعب بمساندة من الجيش السوري الحر بتاريخ 25 يناير 2015؛ وقد خسر تنظيم الدولة الإسلامية 12 من مسلحيه خلال هذه الاشتباكات. وفي نفس اليوم قطع مقاتلو وحدات حماية الشعب الطريق على عناصر تنظيم الدولة الإسلامية التي كانت ترغب في العودة من أجل السيطرة على عين العرب. في ذلك الوقت، لم يعد تنظيم الدولة يُسيطر سوى على 10% من عين العرب، وبالرغم من إرساله لـ 140 مقاتلا إضافيا معظمهم تحت سن الثامنة عشر إلى مناطق الاشتباك إلا أنه لم ينجح في الحفاظ على معاقله وانسحب منها بشكل تدريجي.
في 26 يناير، ضغطت وحدات حماية الشعب على مقاتلي تنظيم الدولة الإسلامية وأجبرتهم على التراجع، قبل أن يتمكنوا (مقاتلي الوحدات) من الدخول للمناطق الشرقية النائية، وهكذا استعادوها بالكامل. بعد الاستيلاء على المدينة، قام مقاتلو وحدات حماية الشعب بتنظيفها وتطهيرها من عناصر التنظيم، خاصة أن بعضا من مقاتليه كانوا لا يزالون مختبئين في مناطق نائية، وبالرغم من كل هذا فعناصر التنظيم حاولت في عدة مناسبات الهجوم على وحدات حماية الشعب خاصة في الضواحي الشرقية من عين العرب. وقد صرح المتحدث باسم البنتاغون الكولونيل ستيف وارن قائلا: «أنا لست مستعدا للاعتراف بأن المعركة قد انتهت، لأنها لا زالت مستمرة ولكن القوات الصديقة لديها القوة على حسمها»، كما أكد أيضا على أن القوات الكردية تُسيطر على حوالي 70% من الأراضي في وحول عين العرب، والتي تشمل 90% من المدينة نفسها. وكانت الولايات المتحدة قد أكدت أن المدينة تم تطهيرها بالكامل من عناصر تنظيم الدولة الإسلامية بحلول 27 كانون الثاني/يناير، ثم اعترف تنظيم الدولة الإسلامية بالهزيمة بعد ثلاث أيام من بيان الولايات المتحدة؛ لكن مقاتليه تعهدوا في نفس الوقت بالضرب مجددا في عين العرب.

## استعادة السيطرة على منطقة عين العرب
بعد إخراج تنظيم الدولة الإسلامية من مدينة عين العرب في 27 يناير، بدأت وحدات حماية الشعب والجيش الحر بالتقدم نحو القرى التي تسيطر عليها تنظيم الدولة الإسلامية في المنطقة.
وفي 27 يناير، استعاد مقاتلو وحدات حماية الشعب السيطرة على قرية حلنج جنوب شرق عين العرب، كما حاصروا قوات تنظيم الدولة الإسلامية في الريف الجنوبي للمدينة. وفي اليوم التالي، استعاد مقاتلو وحدات حماية الشعب والجيش السوري الحر السيطرة على قرية كولاما ومول سيران وصالة نوروز.
وبحلول 6 فبراير، إستعادت قوات وحدات حماية الشعب الكردي أكثر من 100 قرية في منطقة عين العرب والتي خسرتها أمام تنظيم الدولة الإسلامية خلال العام السابق. وأكد الأكراد أنهم لم يواجهوا "أي مقاومة" من قبل قوات تنظيم الدولة الإسلامية، نظرا لاستمرار تنظيم الدولة الإسلامية في "سحب مقاتليها" كلما دخلت وحدات حماية الشعب الكردي قرية أخرى. وبحسب التقرير، فإن معظم مقاتلي تنظيم الدولة الإسلامية في غرب عين العرب هم من أصل تركي. وخلال هذه المرحلة أيضًا، سلم بعض مقاتلي تنظيم الدولة الإسلامية أنفسهم إلى حرس الحدود الأتراك.
في 8 فبراير، وفي حين انسحب تنظيم الدولة الإسلامية بثبات من القرى إلى الجنوب وشرق عين العرب، أفيد أن وحدات حماية الشعب الكردي والجيش الحر واجهتا مقاومة عنيفة من قوات تنظيم الدولة الإسلامية في القرى الواقعة غرب عين العرب، في حين أراد تنظيم الدولة الإسلامية السيطرة على أراضيه في محافظة حلب. وأعرب الخبراء عن قلقهم من عودة تنظيم الدولة الإسلامية بانتقام نظرا لسرعة التنظيم وتاريخه في شن هجمات مضادة بعد انسحابات ظاهرية. وفي 9 فبراير، سحبت تنظيم الدولة الإسلامية تكتيكيا بعض مقاتليها وتجهيزاتها العسكرية من قرى أخرى في محافظة حلب لتعزيز خط المواجهة في عين العرب.
في 15 فبراير، استولت وحدات حماية الشعب على تل بغداك وتلة جارقلي في القتال الذي قتل 35 من مقاتلي تنظيم الدولة الإسلامية وأربعة من وحدات حماية الشعب. في اليوم التالي، استولت قوات قوات حماية الشعب المدعومة من المتمردين على خوندان، وبالتالي استعادت السيطرة على 2000 كيلومتر مربع من ريف حلب الشمالي الشرقي. وفي 17 فبراير، استولت وحدات حماية الشعب والمتمردون على طريق حلب – الحسكة وسبع قرى في محافظة الرقة خلال الاشتباكات التي قُتل فيها 10 من مسلحي تنظيم الدولة الإسلامية ومقاتل واحد من وحدات حماية الشعب.
في 26 فبراير، أفيد بأن وحدات حماية الشعب والجيش الحر استعادا بعض معاقل تنظيم الدولة الإسلامية الأخيرة في ريف عين العرب الغربي، مما أسفر عن مقتل أكثر من 23 من مسلحي تنظيم الدولة الإسلامية. استهدفت غارة جوية مركز قيادة تنظيم الدولة الإسلامية المحلي في الشويوك غربي، مما أسفر عن مقتل ما لا يقل عن 8 مسلحين، بمن فيهم قادة بارزون.
بحلول 1 مارس، استعادت قوات وحدات حماية الشعب، بدعم من مقاتلي الجيش الحر، 296 قرية. ونشر تنظيم الدولة الإسلامية تعزيزات في الأجزاء الجنوبية والشرقية من مقاطعة عين العرب، حيث أرادوا منع قوات وحدات حماية الشعب وقوات الجيش الحر من الوصول إلى الرقة العاصمة الواقعية لتنظيم الدولة الإسلامية. وبحسب ما ورد كانت القوات الكردية تخطط للبناء على تقدمها والاستيلاء على تل أبيض، وبالتالي ربط منطقة عين العرب بمقاطعة الجزيرة.
في الفترة من 1 إلى 6 مارس، حاصرت وحدات حماية الشعب والجيش الحر، مدعومة بضربات جوية، مقاتلي تنظيم الدولة الإسلامية في مصنع أسمنت ليفارج واستولت على 11 قرية، من بينها، شويخ تاني وشيوخ فوقاني، القريتين الوحيدتين المتبقيتين تحت سيطرة تنظيم الدولة الإسلامية في الجزء الغربي من منطقة عين العرب، على الضفة الشرقية لنهر الفرات. ونتيجة لذلك، تراجعت تنظيم الدولة الإسلامية إلى جرابلس قبل تفجير الطرف الغربي من جسر جرابلس، لمنع القوات الكردية من الوصول إلى تلك المدينة. وقتل 98 مسلحا من تنظيم الدولة الإسلامية و11 من مقاتلي وحدات حماية الشعب خلال الاشتباكات. وأفيد أيضا أن مقاتلي تنظيم الدولة الإسلامية من تل أبيض عبروا الحدود إلى تركيا وعادوا الظهور في القرى الواقعة غرب تل أبيض، لشن هجمات على القرى التي يسيطر عليها الأكراد بالقرب من حافة الجبهة الشرقية.
في 9 مارس، ونتيجة للمكاسب الكردية الأخيرة، والتقدم الكردي نحو صوامع حبوب صرين، حاولت تنظيم الدولة الإسلامية شن هجوم مضاد من صرين، في الجزء الجنوبي من منطقة عين العرب، والاستيلاء على قرى جيل وخان ماميت وصل. كما هاجمت تنظيم الدولة الإسلامية عدة قرى شمال صرين. غير أن ضربة جوية لقوات التحالف أوقفت تقدم تنظيم الدولة الإسلامية. كما فجرت غارات جوية مصفاة نفطية في منبطح شمال غرب تل أبيض. وأدى الانفجار إلى مقتل 30 مسلحا من تنظيم الدولة الإسلامية وعمال مصفاة في المنطقة. وقتل 13 من مقاتلي وحدات حماية الشعب خلال الاشتباكات في منطقة منديك، غرب قرية الجلبية. وأفيد أيضا أن وحدات حماية الشعب وقوات التحالف بدأت بقصف مدينة جرابلس التي تسيطر عليها تنظيم الدولة الإسلامية على الضفة الغربية لنهر الفرات. في اليوم التالي، إستعادت وحدات حماية الشعب السيطرة على مانديك وخويدان وخان ماميت وحمدون. وأدى القتال إلى مقتل 15 مقاتلا كرديا و12 مقاتلا من تنظيم الدولة الإسلامية.
في 13 مارس، أسفر القتال على طول الخط الأمامي عن مقتل 7 من مقاتلي تنظيم الدولة الإسلامية و2 من مقاتلي الجيش السوري الحر.
وفي 15 مارس، وبعد تجدد الهجوم الذي شنته وحدات حماية الشعب، بدعم من الغارات الجوية، في قرة قوزاق، أدى إلى انهيار دفاع تنظيم الدولة الإسلامية هناك وإجبارهم على التراجع، قام مسلحو تنظيم الدولة الإسلامية بتفجير جسر قرة قوزاق، لمنع قوات وحدات حماية الشعب من العبور إلى الضفة الغربية للفرات. وقد تجمع باقي مقاتلي تنظيم الدولة الإسلامية في منزل بالقرب من الجسر، والذي فجر على وجه السرعة بسبب غارة جوية لقوات التحالف. وفي اليوم التالي، تأكد أن جميع مقاتلي تنظيم الدولة الإسلامية المتبقين في قرة قوزاق إما قتلوا أو إستسلموا، تاركين قوات وحدات حماية الشعب والجيش الحر تسيطر بالكامل على البلدة. وقتل 45 من مسلحي تنظيم الدولة الإسلامية و4 من مقاتلي وحدات حماية الشعب على الأقل في قرة قوزاق في الفترة من 13 إلى 15 مارس. بعد ثلاثة أيام، دمر التحالف ما تبقى من جسر قرة قوزاق، لمنع تعزيزات تنظيم الدولة الإسلامية من الوصول إلى صرين. مع هذا، استعادت القوات الكردية تقريبا جميع القرى التي فقدت سابقا أمام تنظيم الدولة الإسلامية في هجومها الأولي في سبتمبر 2014 على مقاطعة عين العرب. واصل تنظيم الدولة الإسلامية السيطرة على بضع عشرات القرى التي استولوا عليها في الجزء الشمالي الغربي من محافظة الرقة، فضلا عن عدد قليل من القرى في الجزء الجنوبي من المقاطعة.

## عملية ضريح سليمان شاه
في ليلة 21–22 فبراير 2015، دخلت سوريا عبر عين العرب قافلة من 572 جنديا تركيا في 39 دبابة و57 عربة مدرعة، وذلك لإخلاء الحامية العسكرية التركية التي تضم 38 فردا والتي تقوم بحراسة ضريح سليمان شاه ولنقل رفات سليمان شاه إلى موقع آخر. وقد نقلت تلك الرفات إلى موقع في سوريا قريب من الحدود في منطقة تحت السيطرة العسكرية التركية، ثم هدم ما تبقى من الضريح القديم. وقد لقى جندي مصرعه في الغارة الليلية.
ولم تعرقل داعش هذه العملية التركية. وقال مسؤول سوري كردي محلي إن الأكراد سمحوا للقوات التركية بعبور أراضيهم، إلا أن رئيس الوزراء التركي داود أوغلو نفى مثل هذا التعاون. وكشف الزعيم الكردي صالح مسلم عن تعاون وثيق بين الأكراد والقوات التركية في هذه العملية، مع التخطيط الجيد الايجابي على مستوى عال في أنقرة ومراقبة العمليات. وسارت العملية بسلاسة، وغادر المنسقون الأكراد أنقرة. بعد هذا الإخلاء التركي، بعنوان "عملية شاه فرات"، افترضت الجزيرة أن المنطقة "على الأرجح" تحت سيطرة داعش الكاملة.

## الاحتياجات الإنسانية والتعمير

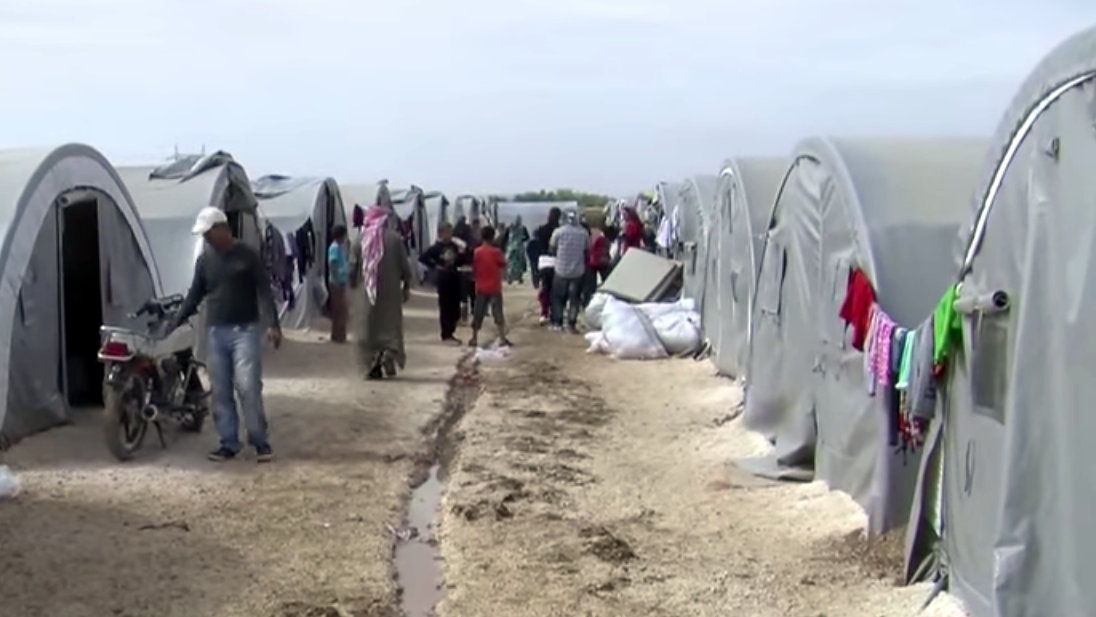
لاجئون أكراد من كوباني في مخيم للاجئين على الجانب التركي من الحدود السورية التركية

كانت الاستجابة الإنسانية لأهل عين العرب الذين نزحوا إلى سروج، تركيا، تستقطب بشدة، مع الجهات الفاعلة المرتبطة بالدولة التركية المعارضة لمثل هذه المساعدات من جهة، والحركة الموالية للأكراد الراغبة في المساعدات من جهة أخرى. في أوائل عام 2015، قدمت مصادر كردية تفاصيل عن الاحتياجات الإنسانية والحاجة إلى إعادة الإعمار نتيجة للحصار. وتعقدت الحالة بسبب الحظر التجاري الفعال الذي تفرضه تركيا وجميع الطرق عبر الأراضي السورية التي تقع تحت سيطرة تنظيم الدولة الإسلامية.
وأدى الحصار إلى تدمير أجزاء كبيرة من البلدة والقرى المحيطة بها وتلف الهياكل الأساسية. القاعدة (دولة العراق الإسلامية) وحلفاؤها قطعوا إمدادات المياه والكهرباء إلى المدينة في يناير 2014، لذلك أنشأ السكان خدمة مياه بديلة ومحطة لتوليد الطاقة. ودمرت داعش خط المياه البديل وخزانات الوقود التي تدير المولدات التي توفر الكهرباء. وتوفر الآبار بعض المياه غير الصالحة للشرب، غير أن السكان استخدموا مياه الشرب المعبأة في زجاجات التي لم تكن كافية. وكانت المواد الغذائية والحبوب والدقيق محدودة، فيما سيطرت داعش على المخبز الحكومي. ودمر القتال جميع المستشفيات الثلاثة تاركا طبيبا متطوعا يعمل من منزل تضرر. وأدى نقص الإمدادات الطبية والكهرباء عن المعدات الطبية إلى تعقيد الرعاية الطبية.
الأوضاع في مخيمات اللاجئين الأتراك كانت سيئة جدا، لذا بدأ السكان بالعودة إلى عين العرب فور إخراج داعش من المدينة، مما زاد الضغط على المواد الغذائية والمياه والمرافق المتضررة.

## امتداد على الجانب التركي من الحدود واحتجاجات

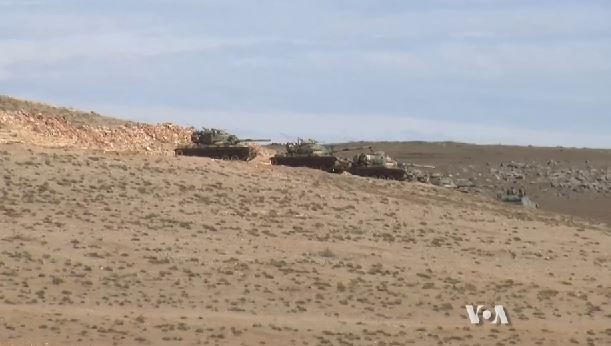
دبابات القوات البرية التركية على الحدود مع سوريا، بالقرب من عين العرب، نوفمبر 2014

تدفق أكثر من 300،000 لاجئ سوري إلى تركيا هرباً من تقدم تنظيم الدولة الإسلامية في منطقة عين العرب. غير أن قوات الأمن لم تسمح لمقاتلي وحدات حماية الشعب ومتطوعون آخرون الذهاب في الاتجاه الآخر، باستخدام الغاز المسيل للدموع ومدافع المياه. وفي 30 سبتمبر، سقطت قذائف طائشة على الأراضي التركية ورد الأتراك بإطلاق النار على الأراضي السورية، مع جلب الدروع التركية إلى الحدود لردع المزيد من الاعتداءات. وأصيب خمسة مدنيين في تركيا عندما ضرب هاون منزلهم. تركيا أخلت قريتين كتدبير احترازي. أثناء تفريق الحشود الكردية، أطلقت الشرطة التركية الغاز المسيل للدموع مباشرة على شاحنة طاقم قناة البي بي سي الإخبارية، اخترق النافذة الخلفية وأشعل ناراً صغيرة.
اندلعت احتجاجات في مدن مختلفة في تركيا فيما يتعلق بانعدام الدعم للأكراد من الحكومة التركية. وقد اسُتقبل المحتجون بالغاز المسيل للدموع ومدافع المياه، وفي البداية قتل 12 شخصا. وقتل واحد وثلاثون شخصا في أعمال شغب لاحقة. قال الرئيس التركي أردوغان إنه غير مستعد لشن عمليات ضد داعش في سوريا ما لم تكن أيضا ضد حكومة بشار الأسد.
في 1 نوفمبر، كان هناك يوم دولي للاحتجاج من أجل أكراد عين العرب. تظاهر خمسة آلاف شخص في مدينة سروج التركية على بعد 10 كيلومترات (ستة أميال) من الحدود. وسار ما لا يقل عن 15 ألف شخص في مدينة ديار بكر، كبرى المدن ذات الأغلبية الكردية في تركيا، واحتج 1،000 شخص في إسطنبول سلميا. وفي 7 نوفمبر، وردت تقارير تفيد بأن ناشطة كردية تبلغ من العمر 28 عاما "أصيبت برصاص" الجنود الأتراك على الجانب التركي من الحدود بالقرب من عين العرب. وقد كانت جزء من مجموعة من المتظاهرين السلميين، الذين أرادوا من الحكومة التركية السماح لمتطوعين من تركيا بالمشاركة في الحرب ضد داعش في عين العرب.
وفي 28 نوفمبر، زعم الأكراد أن انتحاريا من داعش عبر في سيارة قادما من تركيا إلى عين العرب؛ لكن تركيا نفت ذلك. من جانبه، قال مصطفى بالي، أحد نشطاء عين العرب، إن مقاتلي داعش اتخذوا مواقع لهم في صوامع الحبوب على الجانب التركي من الحدود، وشنوا هجمات على المعبر الحدودي من هناك. بيد أن مقاتلي وحدات حماية الشعب الكردية عبروا الحدود التركية في 29 نوفمبر وهاجموا مواقع داعش على الأراضي التركية، قبل أن ينسحبوا إلى سوريا، واستعاد الجيش التركي السيطرة على المعبر الحدودي ومنطقة الصوامع بعد ذلك بوقت قصير.
وفي 27 يناير 2015، أطلقت تركيا الغاز المسيل للدموع ضد الأكراد الذين حاولوا عبور الحدود للاحتفال بتحرير عين العرب.

## قراءة أخرى
- Vick، Karl (أكتوبر 23, 2014). "Why Kobani Matters". Time. مؤرشف من الأصل في أكتوبر 10, 2020. اطلع عليه بتاريخ سبتمبر 5, 2017.

## وصلات خارجية
- تحديثات الغارات الجوية لعملية العزم الصلب
- خرائط الخطوط الأمامية لحصار عين العرب (الجزء الأول: هجوم داعش)